# París-Tours 1983
La París-Tours 1983 (también llamada Gran premio de Otoño) fue la 77.ª edición de la clásica París-Tours. Se disputó el 9 de octubre de 1983 y el vencedor final fue el belga Ludo Peeters del equipo TI-Raleigh.

## Clasificación general[1]
|    | Ciclista            | Equipo                 | Tiempo     |
| -- | ------------------- | ---------------------- | ---------- |
| 1  | Ludo Peeters        | TI-Raleigh             | 5h 27' 25" |
| 2  | Adri van der Poel   | Jacky Aernoudt-Rossin  | m.t.       |
| 3  | Jan Raas            | TI-Raleigh             | a 28"      |
| 4  | Greg LeMond         | Renault-Elf            | m.t.       |
| 5  | Silvano Contini     | La Redoute             | m.t.       |
| 6  | Jean-Marie Wampers  | Euro Shop-Splendor     | m.t.       |
| 7  | Stephen Roche       | Peugeot-Shell-Michelin | a 3'54"    |
| 8  | Ferdi Van Den Haute | La Redoute-Motobecane  | a 4'01"    |
| 9  | Sean Kelly          | Sem-France Loire       | m.t.       |
| 10 | Luc Colijn          | Fangio-Tonissteiner    | m.t.       |